# Taekwondo nos Jogos Mundiais Militares de 2011
As competições de taekwondo nos Jogos Mundiais Militares de 2011 estão sendo disputadas entre os dias 20 e 23 de julho. Os eventos estão sendo realizados no Centro de Educação Física Almirante Adalberto Nunes.
Nos jogos militares deste ano, serão disputadas dezesseis medalhas de ouro, o dobro do que nos Jogos Olímpicos com a adição de mais quatro eventos por sexo.

## Calendário
| Julho     | 15 | 16 | 17 | 18 | 19 | 20 | 21 | 22 | 23 | 24 |
| --------- | -- | -- | -- | -- | -- | -- | -- | -- | -- | -- |
| Taekwondo |    |    |    |    |    | 4  | 4  | 4  | 4  |    |

|  | Dia de competição |  | Dia de final |

## Eventos
Masculino
- Até 54 kg
- Até 58 kg
- Até 63 kg
- Até 68 kg
- Até 74 kg
- Até 80 kg
- Até 87 kg
- Mais de 87 kg

Feminino
- Até 46 kg
- Até 49 kg
- Até 53 kg
- Até 57 kg
- Até 62 kg
- Até 67 kg
- Até 73 kg
- Mais de 73 kg

## Medalhistas
Masculino
| Evento                    | Ouro | Prata | Bronze |
| Até 54 kg detalhes        |      |       |        |
| Até 58 kg detalhes        |      |       |        |
| Até 63 kg detalhes        |      |       |        |
| Até 68 kg detalhes        |      |       |        |
| Até 74 kg detalhes        |      |       |        |
| Até 80 kg detalhes        |      |       |        |
| Até 87 kg detalhes        |      |       |        |
| Mais de 87 kg kg detalhes |      |       |        |

Feminino
| Evento                 | Ouro | Prata | Bronze |
| Até 46 kg detalhes     |      |       |        |
| Até 49 kg detalhes     |      |       |        |
| Até 53 kg detalhes     |      |       |        |
| Até 57 kg detalhes     |      |       |        |
| Até 62 kg detalhes     |      |       |        |
| Até 67 kg detalhes     |      |       |        |
| Até 73 kg detalhes     |      |       |        |
| Mais de 73 kg detalhes |      |       |        |

## Quadro de Medalhas
| Ordem | País | Medalha de ouro | Medalha de prata | Medalha de bronze | Total |
| ----- | ---- | --------------- | ---------------- | ----------------- | ----- |

## Ligações Externas
- «Programação das disputas de taekwondo nos Jogos Mundiais Militares de 2011»